# Vellinge GK
'Vellinge Golfclubb is een golfclub in Vellinge in de Zweedse provincie Skåne län.
De golfclub is opgericht in 1988. Op de golfbaan van de golfclub (Vellinge golfbana) kan men golfen sinds 1991. De golfbaan heeft 18 holes en men speelt par als men deze holes in totaal 72 slagen speelt. De architect van de golfbaan is Tommy Nordström.